# Fleury-les-Aubrais
Fleury-les-Aubrais je francouzské město v departementu Loiret v regionu Centre-Val de Loire. V roce 2011 zde žilo 21 132 obyvatel. Spolu s obcí Chanteau tvoří kanton Fleury-les-Aubrais. Je součástí aglomerace města Orléans.
Město je vzdáleno od Paříže 129 km jižním směrem.

## Vývoj počtu obyvatel
Počet obyvatel